# Alette Pos
Esther Pos, detta Alette (Arnhem, 30 marzo 1962), è un'ex hockeista su prato olandese, vincitrice della medaglia d'oro con la nazionale femminile olandese alle Olimpiadi estive del 1984 a Los Angeles. Dal 1982 al 1988 ha giocato un totale di 28 partite internazionali per l'Olanda, principalmente come riserva della titolare Det de Beus.

## Nazionale
Dal 1983 al 1988, con la Nazionale olandese ha giocato un totale di 28 partite, 22 vinte, 2 perse e 4 pari. Ai Giochi olimpici di Los Angeles nel 1984, favorite in quanto campionesse del mondo in carica, le olandesi hanno vinto per 2-0 delle sulla nazionale dell'Australia, adgiudicandosi la medaglia d'oro

## Palmarès

### Olimpiadi
- 1 medaglia:
  - 1 oro: Los Angeles 1984